# Ивановский государственный политехнический университет
Ива́новский госуда́рственный политехни́ческий университе́т (ИВГПУ, ФГБОУ ВО «ИВГПУ», полное название — Федеральное государственное бюджетное образовательное учреждение высшего образования «Ивановский государственный политехнический университет», неофициальное название — Ивановский Политех) — российское государственное высшее учебное заведение, расположенное в городе Иванове Ивановской области.

## История
С 1896 года в Рижском политехническом институте существовало архитектурное отделение. В 1915 году институт был эвакуирован в Москву, а в 1918 году на его базе был создан Иваново-Вознесенский политехнический институт, в котором появился инженерно-строительный факультет. В 1925 году факультет был закрыт. Вновь аналогичный факультет был создан в 1978 году в составе Ивановского энергетического института.
В 1981 году на базе факультета был создан Ивановский инженерно-строительный институт. В 1995 году институт был преобразован в Ивановскую государственную архитектурно-строительную академию, а в 2005 году академия получила статус университета. В 2012 году путём слияния с Ивановской государственной текстильной академией образован Ивановский государственный политехнический университет.

## Структура
Институт архитектуры, строительства и транспорта
- Кафедра архитектуры и урбанистики (АрхУ)
- Кафедра строительства и инженерных систем (СиИС)
- Кафедра транспорта и автомобильных дорог (ТАД)
- Кафедра организации производства и городского хозяйства (ОПГХ)

Институт текстильной индустрии и моды
- Кафедра дизайна костюма и текстиля имени Н.Г. Мизоновой (ДКТ им. Н.Г. Мизоновой)
- Кафедра конструирования швейных изделий (КШИ)
- Кафедра материаловедения, товароведения, стандартизации и метрологии (МТСМ)
- Кафедра мехатроники и радиоэлектроники (МиРЭ)
- Учебно-производственный центр конструирования и технологии одежды (УПЦКТО)

Институт информационных технологий, естественных и гуманитарных наук
- Кафедра естественных наук и техносферной безопасности (ЕН иТБ)
- Кафедра информационных технологий и сервиса (ИТиС)
- Кафедра инженерной и компьютерной графики (ИКГ)
- Кафедра иностранных языков (ИЯ)
- Кафедра философии и социально-гуманитарных дисциплин (ФиСГД)
- Кафедра физической культуры (ФК)

Институт развития компетенций
- Отдел заочного образования (ОЗО)
- Отдел дополнительного образования (ОДО)
- Отдел организации договорных отношений (ООДО)

Филиал в г. Вичуга Ивановской области
Ивановский политехнический колледж (Колледж ИВГПУ)
Центры
- Центр новых информационных технологий
- Центр содействия трудоустройству выпускников
- Учебно-методический центр довузовской подготовки

## Руководство университета

###### Ректоры
- 1981 — 1987 — Макаров, Виктор Николаевич
- 1996 — 2012 — Федосов, Сергей Викторович
- 2013 — 2018 — Алоян Роберт Мишаевич
- 2018 — 2024 — Румянцев Евгений Владимирович

###### И.о. ректора
- 2024 — настоящее время — Никифорова Елена Николаевна [12]